# Gunung Mas-mas
Gunung Mas-mas är ett berg i Indonesien.   Det ligger i provinsen Aceh, i den västra delen av landet, 1 600 km nordväst om huvudstaden Jakarta. Toppen på Gunung Mas-mas är 2 480 meter över havet.
Terrängen runt Gunung Mas-mas är bergig åt nordväst, men åt sydost är den kuperad.Runt Gunung Mas-mas är det ganska glesbefolkat, med 23 invånare per kvadratkilometer. I omgivningarna runt Gunung Mas-mas växer i huvudsak städsegrön lövskog.